# ميتي (كندا)

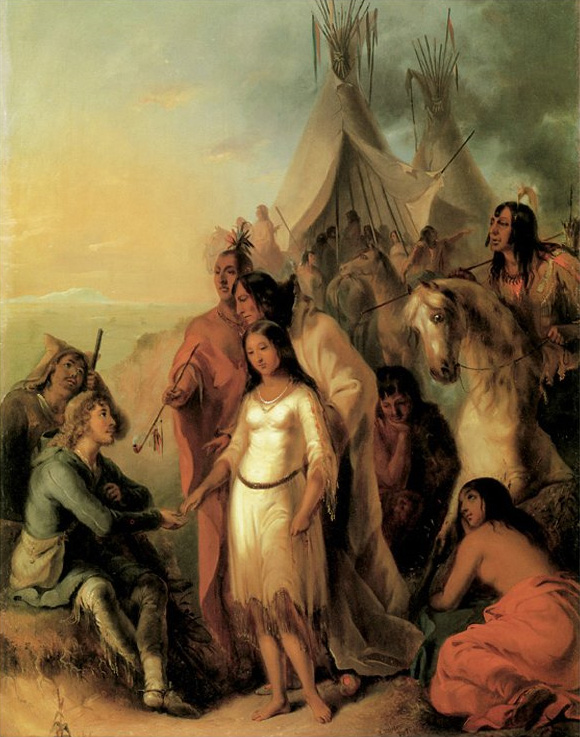
عروس الرحالة

الميتي (Métis) هم شعب من سكان الأصليين ينحدرون من تزاوج بين الأوروبيين (معظمهم من الفرنسيين) وأبناء وبنات من قبائل الكري أوالأجبواي أوالغونكوين، أو السولتو، أو المينومين أوالميكماك المليسيت وغيرها من الأمم الأولى. يعودتاريخهم إلى منتصف القرن 17.
وبعتبر موطن الميتي في المقاطعات الكندية من كولومبيا البريطانية، ألبرتا وساسكاتشوان ومانيتوبا وكيبيك ونيو برونزويك، ونوفا سكوشيا، وأونتاريو، فضلا عن الأقاليم الشمالية الغربية. [96]
ومن أشهر الميتي الممثل التلفزيوني توم جاكسون، ومفوض الأقاليم الشمالية الغربية يتفورد توني والثائر ريل لويس الذي قاد حركتي: تمرد النهر الأحمر من 1869-1870 وتمرد الشمال الغربي في عام 1885، التي انتهت بمحاكمته. لغة الميتي هي اللغة الفرنسية المختلطة والتي تسمى «مشيف». ويتكلم الميتي اليوم في الغالب الإنكليزية، وبينما الفرنسية لغة قوية ثانية، فضلا عن العديد من اللغات الأصلية. في القرن 19 سمي الميتي من اصل الإنكليزي بالكونتريبورن (مولود الريف) وهم أبناء ما يعرف بتجار روبرت الفراء الأراضي وعادة ابائهم من اصول اوركادية أو اسكتلندية أوالانكليزية وامهاتهم من نساء السكان الأصليين. وهناك جدل قانوني حول تعريف مصطلح الميتي.